# 앨버트 거터슨
앨버트 러브조이 거터슨(Albert Lovejoy Gutterson, 1887년 8월 23일 ~ 1965년 4월 7일)은 미국의 육상 선수로 1912년 스톡홀름 올림픽에서 멀리뛰기 금메달을 획득하였다.
버몬트주 앤도버에서 태어난 거터슨은 버몬트 대학교에서 수학하면서 육상에서 뛰어났다. 그는 버몬트주 출신으로 처음이자 단 하나의 하계 올림픽 금메달리스트이다. 대학의 육상 경기장이자, 캐터마운트 남성과 여성 하키 팀의 홈구장 거터슨 필드하우스는 그의 이름을 땄다.
스포츠 일러스트레이티드는 그를 20세기의 톱 50 버몬트주 육상 선수들에 5위로 놓았으며, 그는 버몬트 대학교 명예의 전당과 버몬트주 스포츠 명예의 전당의 최초의 헌액자이다. 1963년 버몬트 주는 그의 명예에 앨버트 거터슨 필드 하우스를 봉납하였다.
거터슨은 교육에 의한 공학자였다. 그는 존스 앤드 램슨 기계 주식회사를 위하여 일하고, 1925년부터 1950년까지 석유 산업에 근무하였다. 그러고나서 1963년까지 그의 삼촌이 창립한 러브조이 연장 회사의 회장을 지냈다.
77세의 나이로 벌링턴에서 사망하였다.